# Conleyus defodio
Conleyus defodio is een krabbensoort uit de familie van de Conleyidae. De wetenschappelijke naam van de soort is voor het eerst geldig gepubliceerd in 2003 door Ng & N. K. Ng.